# David Schütter
David Schütter, född 1991 i Hamburg, är en tysk skådespelare. Han är i Sverige mest känd från tv-serien De underbara åren på SVT, tv-serien 4 Blocks samt filmen Never Look Away som gått på SVT.

## Tv-serier/filmer (urval)
- 2014: We Are Young. We Are Strong
- 2014: Alexander the Great
- 2018: 4 Blocks
- 2018: Never Look Away
- 2018: The Keeper
- 2019: Charlie's Angels
- 2020: Barbarians
- 2020: Persian Lessons
- 2020: De underbara åren